# 黑色大理花 (小說)
《黑色大理花》（英語：The Black Dahlia）是1987年的新黑色犯罪小說，作者是美國作家詹姆斯·艾尔罗伊，其靈感來自真實的伊麗莎白·蕭特謀殺案。《黑色大理花》是艾洛伊的洛城四部曲第一本著作，設定於1940年代與1950年代的洛杉磯，描繪了政治腐敗和墮落的溫床。洛城四部曲繼續的作品是《絕命之鄉》、《鐵面特警隊》和《白色爵士》。詹姆士·艾洛伊以《黑色大理花》獻給 "To Geneva Hilliker Ellroy 1915–1958 Mother: Twenty-nine Years Later, This Valediction in Blood."，題詞則是 "Now I fold you down, my drunkard, my navigator, My first lost keeper, to love and look at later. —安妮·塞克斯頓"。

## 改編電影
《黑色大理花》被改編成同名電影，由白賴仁·龐馬執導，於2006年上映。

## 外部連結
- Full summary of The Black Dahlia （页面存档备份，存于）